# Liste der Baudenkmäler in Hafen (Düsseldorf)
Die Liste der Baudenkmäler in Hafen (Düsseldorf) enthält die denkmalgeschützten Bauwerke auf dem Gebiet von Düsseldorf-Hafen, Stadtbezirk 3, in Nordrhein-Westfalen. Diese Baudenkmäler sind in der Denkmalliste der Stadt Düsseldorf eingetragen; Grundlage für die Aufnahme ist das Denkmalschutzgesetz Nordrhein-Westfalen (DSchG NRW).

## Baudenkmäler
| Bild           | Bezeichnung        | Lage                                                            | Beschreibung                   | Bauzeit         | Eingetragen seit   | Denkmal- nummer |
| -------------- | ------------------ | --------------------------------------------------------------- | ------------------------------ | --------------- | ------------------ | --------------- |
| weitere Bilder |                    | Am Handelshafen 4 Karte                                         |                                | Anfang 20. Jh.  | 18. März 1985      | A 872           |
| weitere Bilder | Technische Anlagen | Am Handelshafen, Kaistraße, Speditionstraße, Weizenmühlenstraße | u. a. Überflurhydranten        | 1898–1907       | 18. März 1997      | A 1414          |
| weitere Bilder | Handelshafen       | Am Handelshafen o. Nr., Speditionstraße o. Nr. Karte            |                                | 1890–1896       | 20. Februar 1990   | A 1201          |
| weitere Bilder |                    | Fringsstraße 25 Karte                                           | Architekt: Lothar Hartjenstein | 1965–1964       | 2. Juli 2021       | A 1677          |
| weitere Bilder |                    | Hamburger Straße 5 Karte                                        |                                | 1913–1915       | 25. September 1995 | A 1367          |
| weitere Bilder |                    | Kaistraße 3 Karte                                               |                                | 1901            | 18. März 1985      | A 873           |
| weitere Bilder |                    | Plange Mühle 1, 3, 4, 5, 6 Karte                                |                                | 1906, 1929–1934 | 20. April 2000     | A 1480          |
| weitere Bilder | Alte Mälzerei      | Speditionstraße 7, 7a Karte                                     |                                | 1897            | 4. Juni 1986       | A 984           |
| weitere Bilder |                    | Speditionstraße 13 Karte                                        |                                | 1938            | 28. August 1996    | A 1399          |